# Bad Aibling
Bad Aibling là một thị trấn và là huyện lị cũ ở Bayern (Đức) bên bờ sông Mangfall, nằm cách 35 dặm về phía đông nam của München.

## Hình ảnh

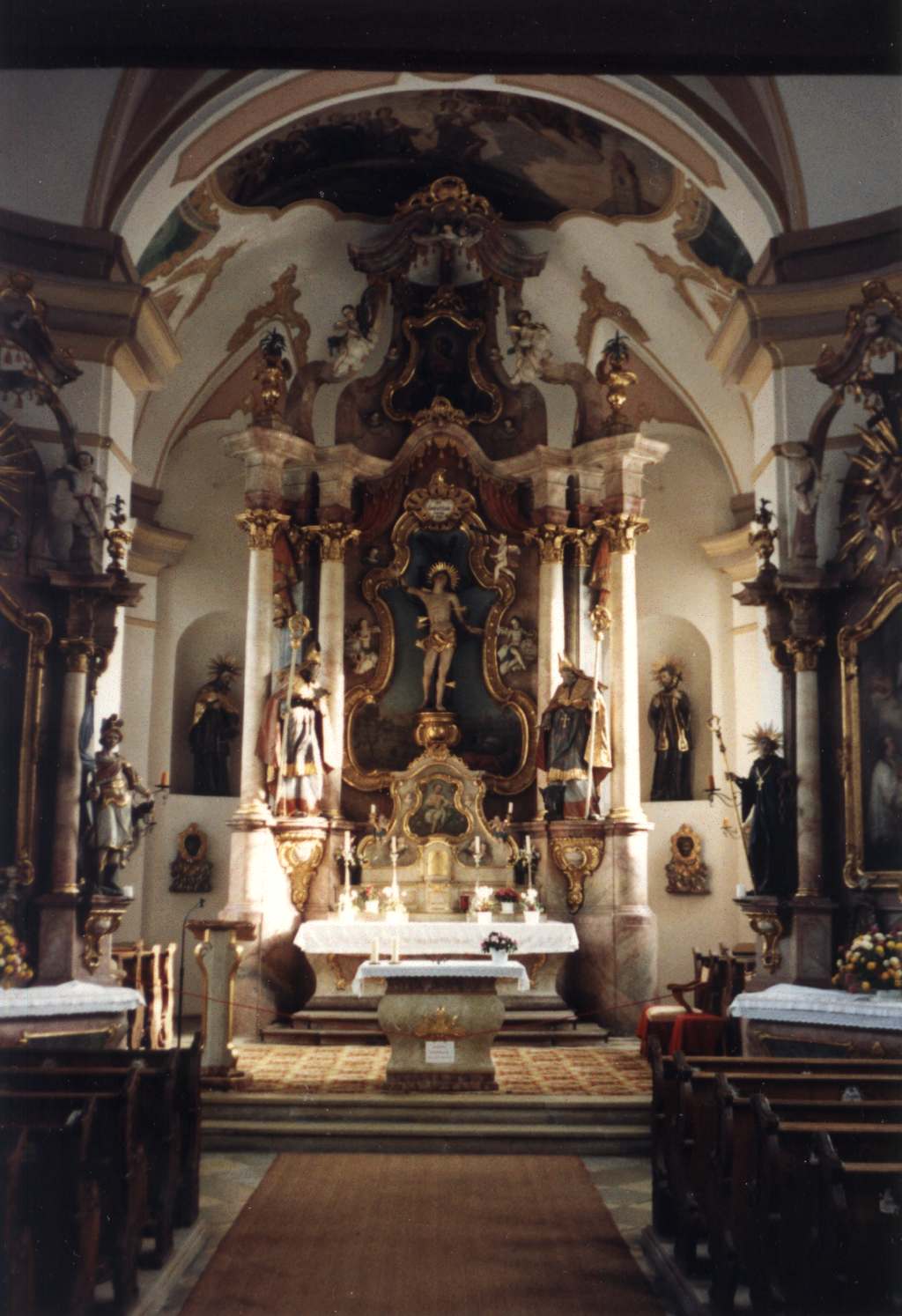
St. Sebastian's church
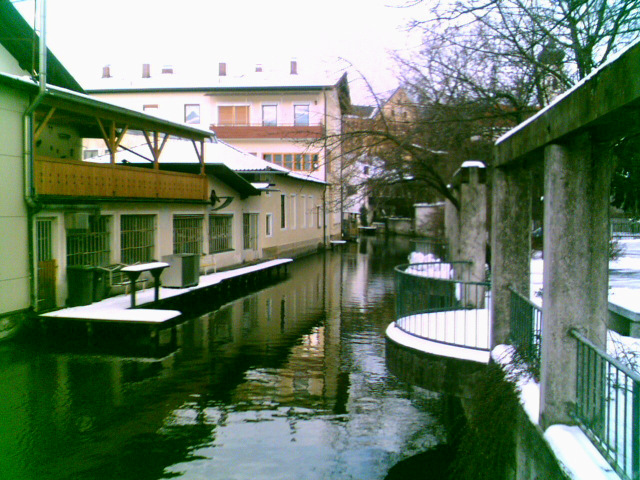
"Klein Venedig" (Little Venice)
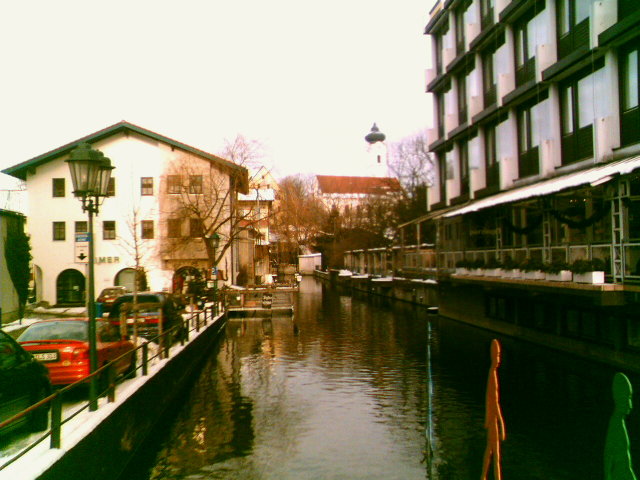
Glonn river in downtown
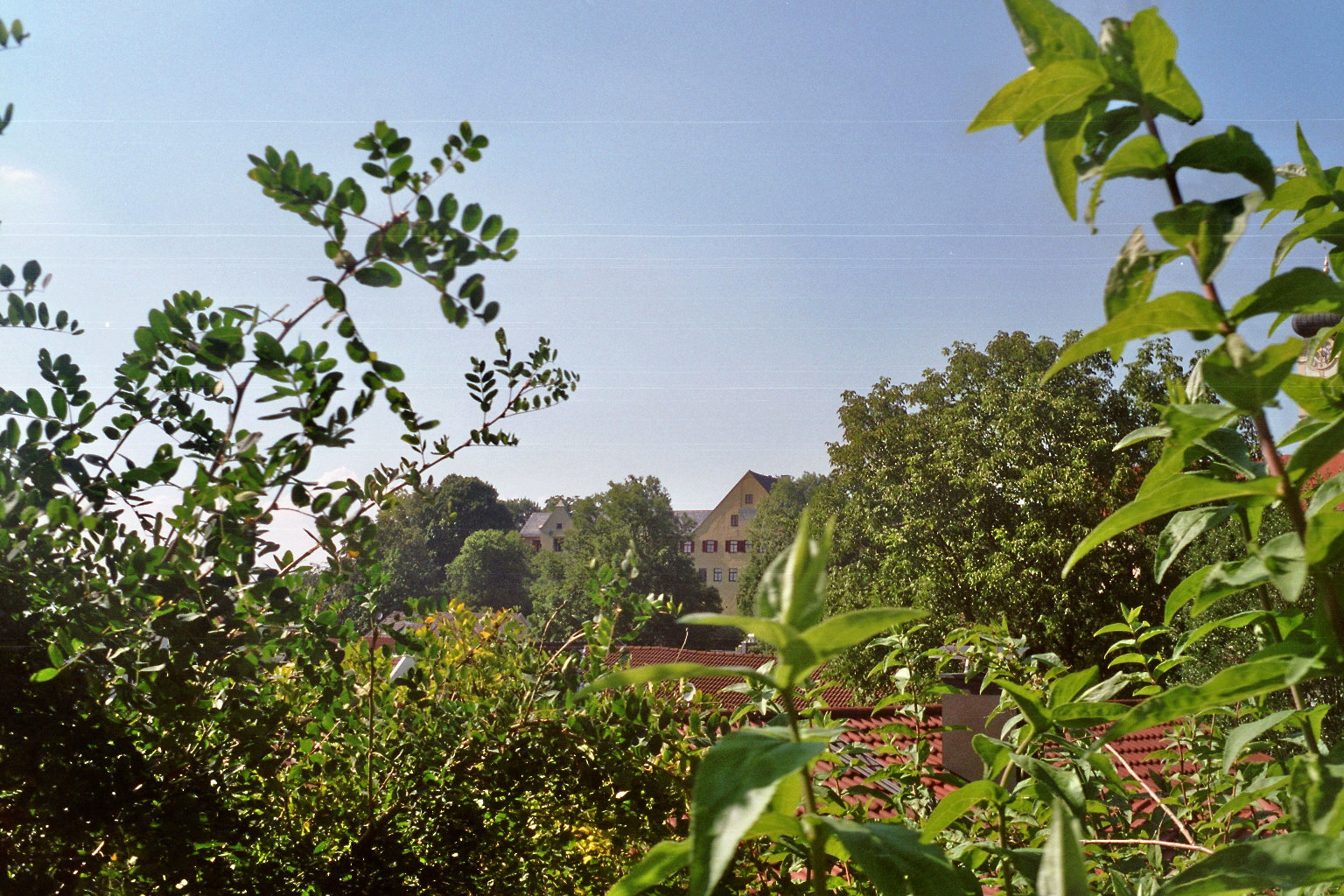
View from the Klafferer to Hofberg
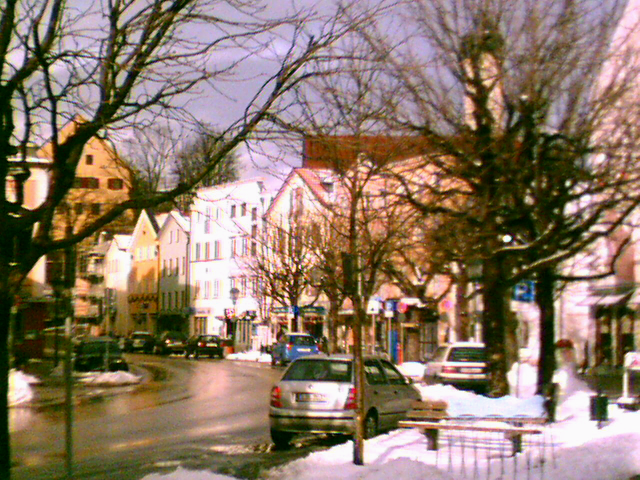
Kirchzeile with Hofberg
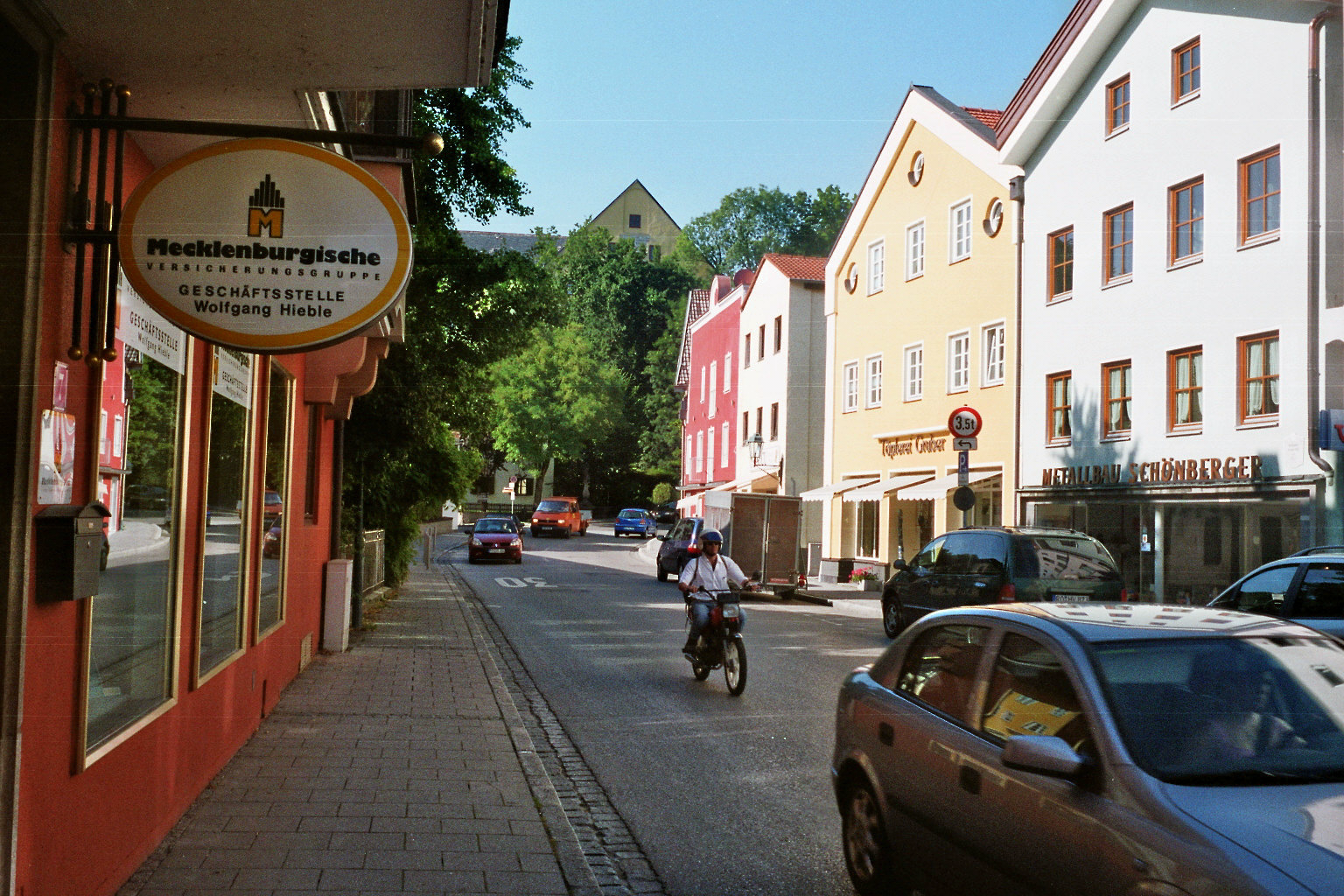
Obere Kirchzeile
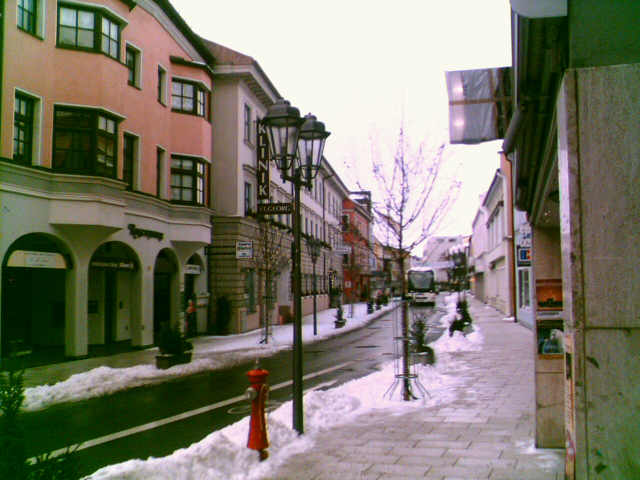
Inner Rosenheimer Straße
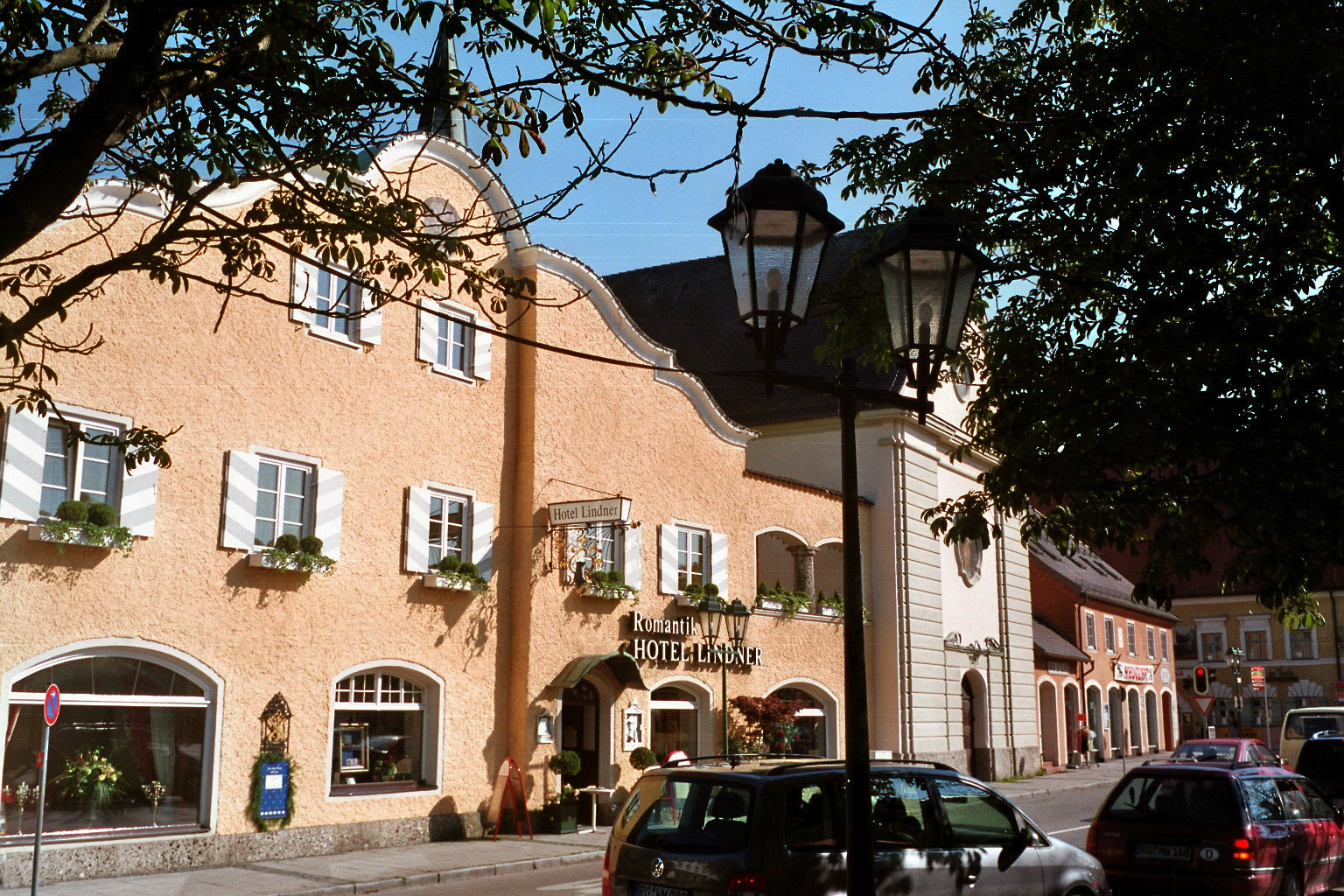
The former Prantshausen castle
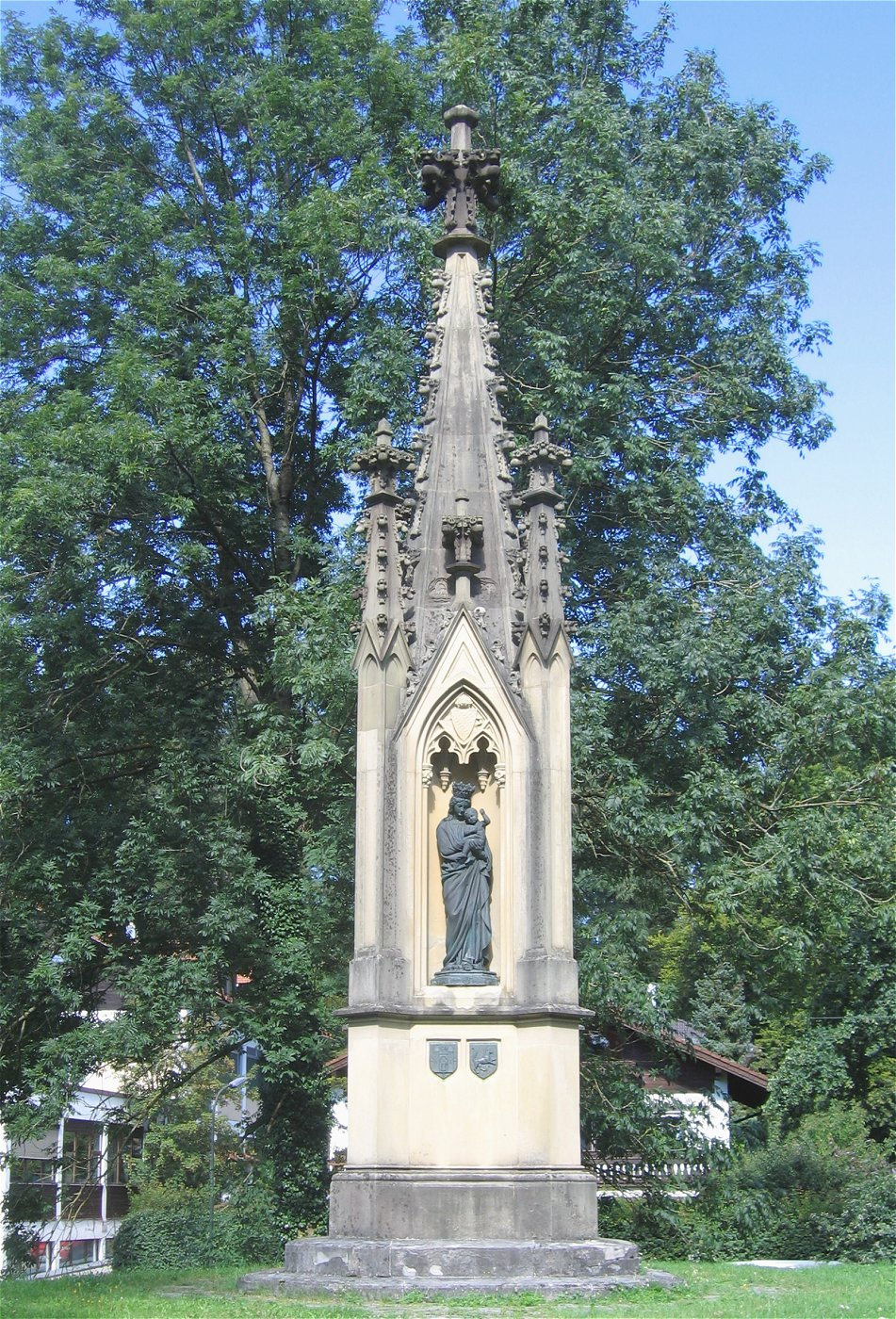
Theresienmonument
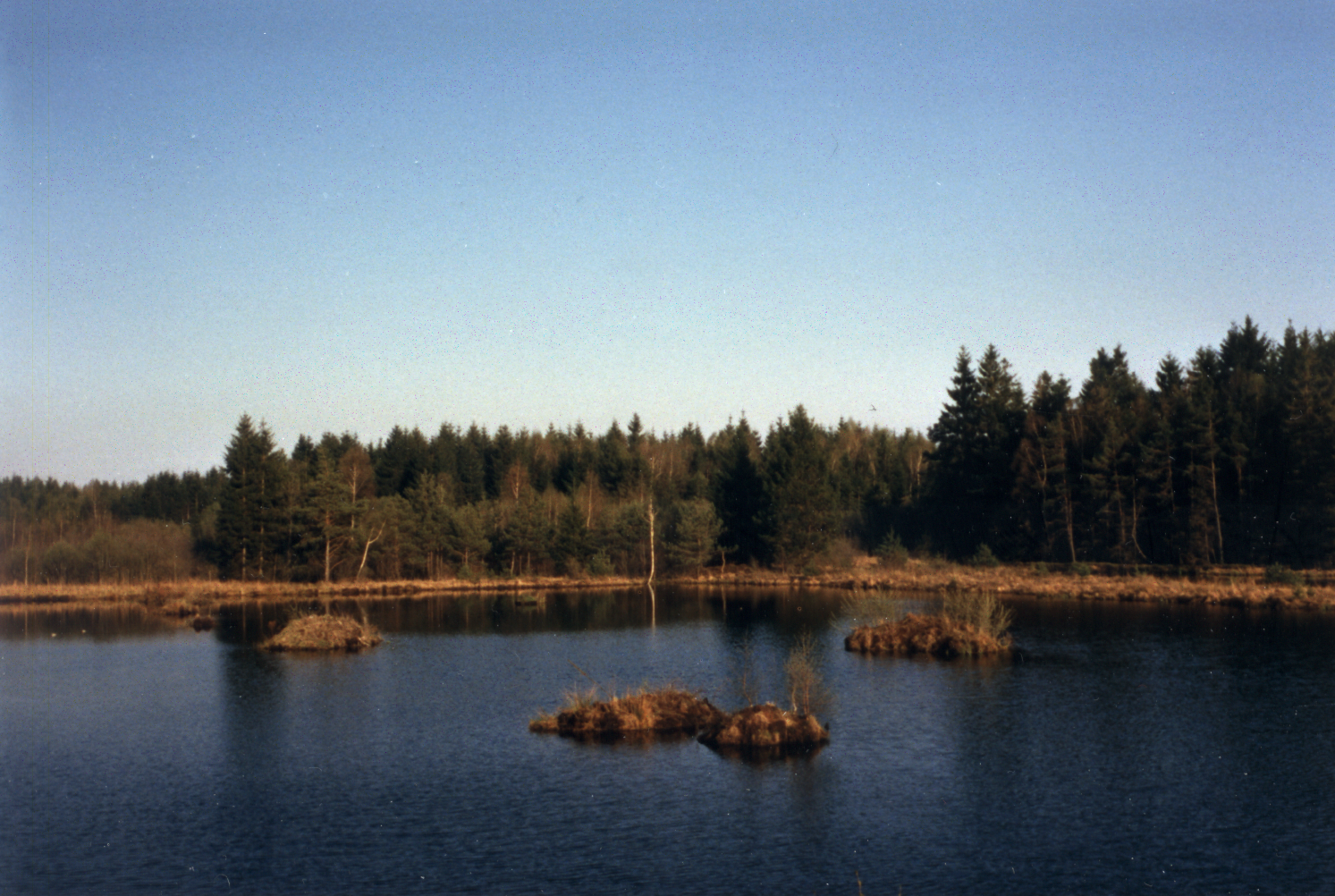
Peat mining in the Schuhbräu-Filze
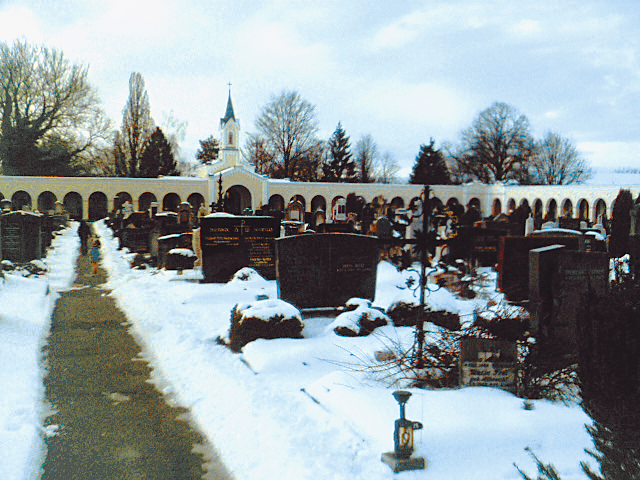
Italian style central cemetery
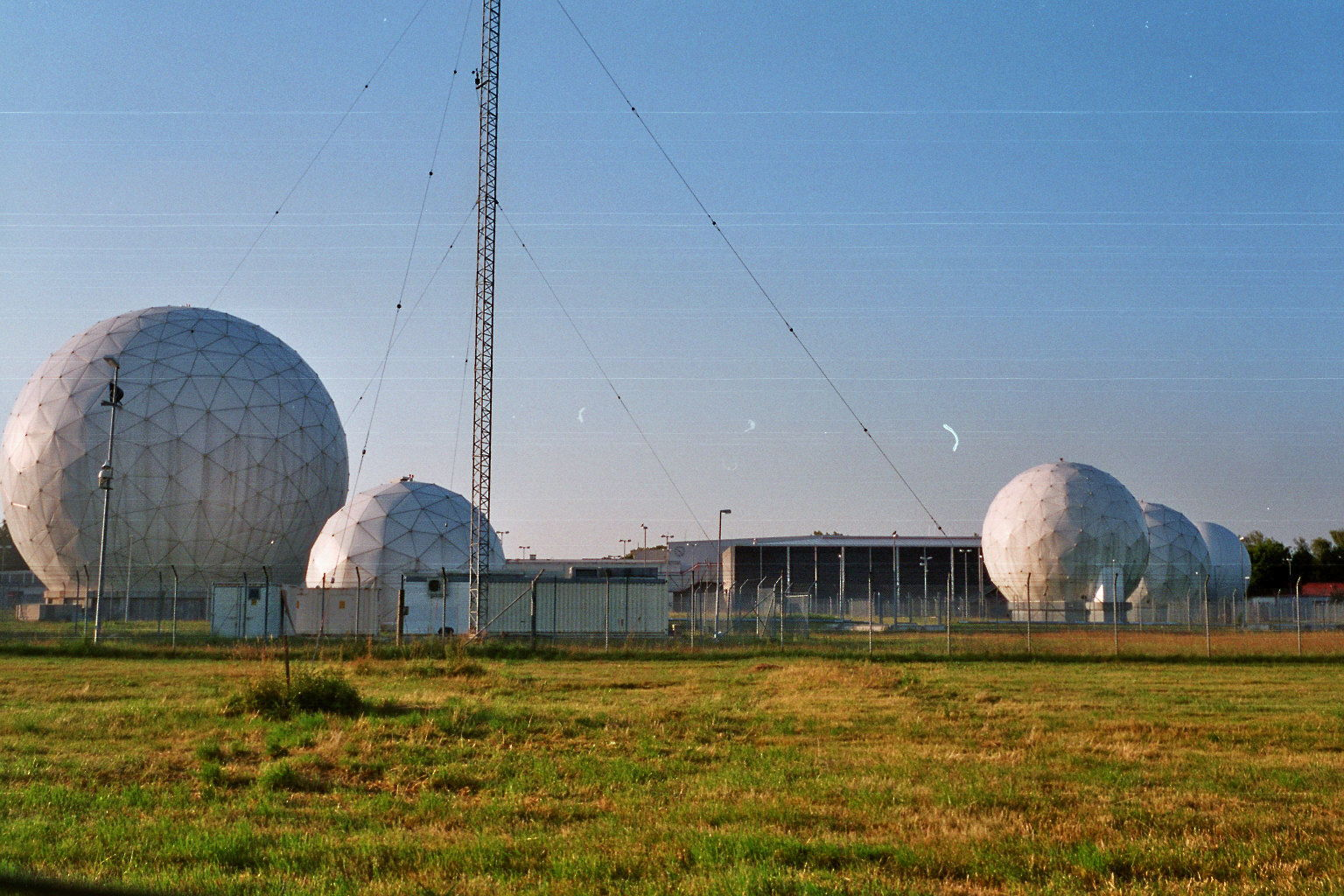
ECHELON station

## Twin town
- - Cavaion Veronese, Ý, since 2006